# Crotaphytus antiquus
Espèce
Statut de conservation UICN

 EN B1ab(iii)+2ab(iii) : En danger
Crotaphytus antiquus est une espèce de sauriens de la famille des Crotaphytidae. 

## Répartition
Cette espèce est endémique du Coahuila au Mexique. Elle se rencontre dans la Sierra San Lorenzo Texas et la Sierra Solis.

## Publication originale
- Axtell & Webb, 1995 : Two new Crotaphytus from Southern Coahuila and the adjacent states of east-central Mexico. Bulletin of the Chicago Academy of Sciences, vol. 16, n. 2, p. 1-15.